# Gənclər
Gənclər è un comune dell'Azerbaigian situato nel distretto di Quba. Conta una popolazione di 328 abitanti.

## Storia
L'insediamento è stato costruito nel 1965 vicino alla seconda stazione del canale Samur-Devachi.